# Causapscal
Causapscal es una ciudad de la provincia de Quebec, Canadá. Está ubicada en el municipio regional de condado (MRC) de La Matapédia y a su vez, en la región administrativa de Bas-Saint-Laurent. Hace parte de las circunscripciones electorales de Matapédia a nivel provincial y de Matapédia−Matane a nivel federal.

## Geografía
Causapscal se encuentra ubicada en las coordenadas 48°22′00″N 67°14′00″O / 48.36667, -67.23333. Según Statistics Canada, tiene una superficie total de 161,84 km² y es una de las 1135 municipalidades en las que está dividido administrativamente el territorio de la provincia de Quebec.

## Demografía
Según el censo de 2011, había 2458 personas residiendo en esta ciudad con una densidad poblacional de 15,2 hab./km². Los datos del censo mostraron que en 2011 residían en Causapscal la misma población censada en 2006, por lo que en esta ciudad no hubo variación poblacional. El número total de inmuebles particulares resultó de 1219 con una densidad de 7,53 inmuebles por km². El número total de viviendas particulares que se encontraban ocupadas por residentes habituales fue de 1126.